# Max Vachon
Max Vachon (geboren am 4. Januar 1908 in Dijon; gestorben am 3. November 1991) war ein französischer Arachnologe.

## Studium und Beruf
Max Vachon studierte zunächst an der Universität Dijon Zoologie. Er begann 1932 an der Sorbonne unter dem Arachnologen Jean-Robert Denis mit einer Arbeit an seiner Dissertation über die Fortpflanzung und Entwicklung der Pseudoskorpione. Bereits während der Vorbereitung seiner Dissertation besuchte Vachon das zoologische Laboratorium des Muséum national d’histoire naturelle. Kurz nach seiner Disputation nahm er dort eine Assistentenstelle an. 1955 wurde er in Nachfolge von Jean-Louis Fage Leiter der Einrichtung. Er behielt diese Position bis zu seiner Pensionierung im Jahr 1977 bei.

## Forschung
Max Vachon hat mehr als 300 wissenschaftliche Veröffentlichungen verfasst. Seine erste Publikation erschien im Jahr 1932 und behandelte das Fressverhalten von Bücherskorpionen. Seine 1938 erschienene Dissertation war über Jahrzehnte die Grundlage für weitere Forschungen zur Morphologie und Ökologie der Pseudoskorpione. Weitere seiner Veröffentlichungen behandelten Themen wie Ontogenese, Morphologie, Systematik und Biogeografie. 1940 trat das algerische Institut Pasteur an Fage mit der Bitte um eine Studie über nordafrikanische Skorpione an Jean-Louis Fage heran. Es wurde eine Bestimmungshilfe für Skorpione benötigt, deren Stiche für Menschen gefährlich sind, um die Produktion von Antiveninen zu erleichtern. Fage übergab die Aufgabe wegen eigenen Zeitmangels an Vachon. Die daraus resultierende Monografie erschien 1952 und gilt bis heute als Standardwerk. In den folgenden Jahren verfasste Vachon zahlreiche weitere Arbeiten zur Taxonomie, Biologie, Embryologie, Zytogenetik, Fluoreszenz und Widerstandsfähigkeit gegenüber Strahlung der Skorpione.
Mit seiner letzten großen Publikation führte Max Vachon 1974 die Trichobothriotaxie in die Systematik der Skorpione ein. Bereits zu Beginn seiner Forschertätigkeit hatte er entdeckt, dass die Zunahme der Anzahl der Trichobothrien zwischen den einzelnen Entwicklungsstadien der Pseudoskorpione konstant ist. Auf der Grundlage der Arbeiten des US-amerikanischen Arachnologen Ralph V. Chamberlin gelang es Vachon, einzelne Trichobothrien über mehrere Entwicklungsstadien hinweg zu identifizieren. Er leitete von der für Pseudoskorpione entwickelten Notation eine für die Trichobothrien der Skorpione ab. Bis heute sind Anzahl und Stellung der Trichobothrien wichtige taxonomische Merkmale in der Systematik der Skorpione.
Max Vachon war Mitglied zahlreicher Kommissionen und Fachausschüsse, insbesondere des Centre national de la recherche scientifique. Für das Bulletin du Museum national d'Histoire naturelle und die acarologische Fachzeitschrift Acarologia fungierte er über viele Jahre als Herausgeber. Er war Präsident der Académie des Sciences d’Outre-Mer und der Société zoologique de France, erster Präsident des Centre International de Documentation Arachnologique und Ehrenmitglied der British Arachnological Society und der American Arachnological Society.

## Dedikationsnamen (Auswahl)
- Vachonia Abalos, 1954, eine Gattung der Skorpione, Familie Bothriuridae
- Vachoniochactas Gonzalez-Sponga, 1978, eine Gattung der Skorpione, Familie Chactidae
- Vachoniolus Levy, Amitai & Shulov 1973, eine Gattung der Skorpione, Familie Buthidae
- Vachonium Chamberlin 1947, eine Gattung der Pseudoskorpione, Familie Bochicidae
- Vachonobisium Vitali-di Castri 1963, eine Gattung der Pseudoskorpione, Familie Gymnobisiidae
- Vachonus Tikader & Bastawade 1983, eine Gattung der Skorpione, Familie Buthidae

## Veröffentlichungen (Auswahl)
- Max Vachon: Études sur les Scorpions. Institut Pasteur d'Algerie, Algiers 1952.
- Claude Junqua und Max Vachon: Les arachnides venimaux et leurs venins. État actuel des recherches. Académie Royale des sciences d'outre-mer, Brüssel 1968.
- Max Vachon, Georges Rousseau und Yves Laissus: Jean Baptiste Lamarck. Inédits, d'après les manuscrits conservé à la Bibliothèque centrale du Muséum national d’histoire naturelle de Paris. Masson, Paris 1972.
- Max Vachon: La trichobothriotaxie en arachnologie. In: Bulletin du Muséum national d'histoire naturelle. Zoologie 1974, Serie 3, Band 140 (Zoologie 104), S. 857–958, ZDB-ID 215137-6.